# Parapsyche maculata
Parapsyche maculata är en nattsländeart som först beskrevs av Georg Ulmer 1907.  Parapsyche maculata ingår i släktet Parapsyche och familjen ryssjenattsländor. Inga underarter finns listade i Catalogue of Life.